# Апатрид
Апатри́ди  — особи без громадянства, тобто особи, що не мають громадянства будь-якої держави, їхнє правове становище визначається законодавством держави перебування і, за деякими винятками, прирівнюється до правового статусу власних громадян.

## Статус
З метою надання апатридам можливості користуватися основними правами і свободами без будь-якої дискримінації були прийняті Конвенція про статус біженців (1951) і Конвенція про статус апатридів (1954). Крім того, у 1961 р. прийнято Конвенцію про скорочення безгромадянства.

## В Україні
Правовий статус апатридів в Україні визначається Законом України «Про правовий статус іноземців та осіб без громадянства» (№ 3773-VI [Архівовано 8 квітня 2012 у Wayback Machine.] 2011).

## Причини відсутності громадянства (або підданства)
Людина може стати апатридом в таких випадках:
- При народженні (зокрема від батьків-апатридів, якщо закони держави  місця народження не мають на увазі набуття особою громадянства цієї держави).
- При позбавлення громадянства державою. Позбавлення громадянства з боку держави може відбуватися з політичних, етичних мотивів або з міркування безпеки.
- При втраті отриманих раніше привілеїв громадянства (наприклад, у випадку громадянства, отриманого в шлюбі).
- При добровільній відмові від громадянства.
- У разі припинення існування держави.

Відповідно до статті 1 «Конвенції про статус апатридів» такий статус не поширюється на біженців.

## Див.також
- Безгромадянство
- Громадянство
- Космополіт
- Космополітизм
- Всесвітній паспорт
- Світовий уряд